# Folsomia ozeana
Folsomia ozeana är en urinsektsart som beskrevs av Riozo Yosii 1954. Folsomia ozeana ingår i släktet Folsomia och familjen Isotomidae. Inga underarter finns listade i Catalogue of Life.